# Actinoleuca
Actinoleuca is een geslacht van weekdieren uit de klasse van de Gastropoda (slakken).

## Soort
- Actinoleuca campbelli (Filhol, 1880)